# Wayne Allard
Alan Wayne Allard (Fort Collins (Colorado), 2 december 1943) is een Amerikaans politicus. Hij was een Republikeins senator voor Colorado. Daarvoor was hij lid van het Huis van Afgevaardigden.
Allard groeide op op een ranch in Colorado. Hij studeerde in 1968 af als veearts aan de Colorado State University. In die tijd trouwde hij ook met Joan Malcolm. Met haar kreeg hij twee dochters. Samen met zijn vrouw begon hij een veeartsenpraktijk.
Allards politieke carrière begon in het Huis van Afgevaardigden van de staat Colorado. Hierin had hij zitting van 1983 tot 1990. In 1991 werd hij in het Amerikaanse Huis van Afgevaardigden gekozen en in 1996 in de Senaat. Bij zijn aantreden beloofde hij dat hij maar twee termijnen zitting zou hebben in de Senaat. Zijn tweede termijn liep af in 2009. Daarna stelde hij zich niet meer verkiesbaar. Allard loste daarmee zijn belofte in om niet meer dan twee termijnen zitting te hebben in de Senaat. Hij werd opgevolgd door Mark Udall.
In april 2006 werd Allard door Time Magazine gekozen in de top-vijf van "Amerika slechtste senatoren". Het blad noemde het "de onzichtbare man", omdat hij bijna nooit een rol speelt bij belangrijke wetgeving. Door verschillende kranten uit de staat Colorado werd bezwaar gemaakt tegen deze beschuldigingen.
Allard heeft een sterke band met Dr. James Dobson, de voorzitter van de christelijke belangenorganisatie Focus on the Family. In 2006 steunde die organisatie hem ook met zijn wetsvoorstel om een huwelijk tussen personen van dezelfde sekse te verbieden. Bij de presidentsverkiezingen van 2008 steunde Allard Mitt Romney bij zijn strijd om de Republikeinse nominatie voor het presidentschap.
Tijdens zijn periode in het Congres heeft hij steeds uitgedragen dat de federale overheid te veel geld uitgeeft. Hij stond bekend als een van de grootste tegenstanders onder de Amerikaanse politici van het betalen van (veel) belasting. In 2003 introduceerde Allard de Federal Marriage Amendment. Met deze wet wilde hij huwelijken tussen mensen van het gelijke geslacht verbieden. Dit voorstel tot wijziging van de Amerikaanse Grondwet is niet aangenomen.
- International Standard Name Identifier: 0000 0000 4062 9058
- Library of Congress Control Number: n2007065674
- SNAC: w60g4xdq
- Biographical Directory of the United States Congress: A000109
- Virtual International Authority File: 28986042
- WorldCat: E39PBJcGpKjKTxqXgjgx63RxjC